# Sam Rainsy
Sam Rainsy (en jemer: សម រង្ស៊ី; IPA: [sɑːm reə̯̆ŋsiː]; n. Nom Pen, 10 de marzo de 1949) es un inversor, ejecutivo, y político camboyano que en la actualidad se desempeña como uno de los más populares líderes de la oposición al gobierno del Partido Popular de Camboya (CPP) y su líder Hun Sen. Junto a Kem Sokha, es cofundador del Partido de Rescate Nacional de Camboya (CNRP). Fue diputado de la Asamblea Nacional de Camboya por la provincia de Kompung Cham desde 1998 hasta 2015. Anteriormente había sido diputado por Siem Riep entre 1993 y 1995, cuando fue expulsado de la Asamblea. Fue miembro del Frente Unido Nacional para una Camboya Independiente, Neutral, Pacífica y Cooperativa (Funcinpec), que gobernó el país entre 1993 y 1998, y sirvió como Ministro de Finanzas del gabinete de Norodom Ranariddh, hasta que fue despedido en 1994 tras acusar públicamente al gobierno de corrupción. Fundó entonces el Partido de la Nación Jemer (KNP), que debió cambiar a "Partido Sam Rainsy" (SRP), poniéndole su propio nombre, para evitar problemas de registro. De 2000 a 2002 y de nuevo de 2012 a 2014, Rainsy fue el presidente del Consejo de Liberales y Demócratas de Asia.
El 3 de febrero de 2005, Rainsy partió a un exilio autoimpuesto, alegando posibilidades de ser arrestado luego de que el régimen de Hun Sen le retirara su inmunidad parlamentaria y la de los diputados Chea Poch y Cheam Channy. Desde que se salió del Funcinpec, su popularidad como líder opositor ha ido aumentado, provocando que el gobierno lo vea como una amenaza. Por eso, desde inicios de la década del 2000 Rainsy se ha enfrentado a constantes campañas de difamación criminal por acusar al CPP y al Funcinpec de corrupción y de participar en el asesinato de Chea Vichea, dirigente sindical afiliado al SRP.
En septiembre de 2010, Rainsy fue juzgado in absentia y condenado a 10 años de cárcel por cargos que se creía que estaban motivados políticamente. En 2012, durante su exilio, Rainsy se reunió en Manila con Kem Sokha, líder del Partido de los Derechos Humanos, el segundo mayor partido opositor, y acordaron fusionar ambas fuerzas políticas para crear un solo partido, el Partido de Rescate Nacional de Camboya (CNRP). El 12 de julio de 2013, el rey Norodom Sihamoní concedió un perdón real a Rainsy a petición del primer ministro Hun Sen, permitiendo que el líder de la oposición regresara a Camboya sin amenaza de prisión. Sin embargo, debido a que no había estado presente antes del 31 de diciembre de 2012, durante el registro electoral, Rainsy quedaba inelegible para una candidatura en las elecciones generales de 2013. Rainsy regresó a Camboya el 19 de julio de 2013, donde miles de sus seguidores esperaban a lo largo de las carreteras para recibirlo. La unificación de la oposición permitió que la victoria del CPP se redujera mucho en los comicios, pero de todas formas Hun Sen mantuvo la suficiente mayoría para gobernar, lo cual desató fuertes protestas, con Sokha y Rainsy acusando a Hun Sen de fraude electoral. La oposición boicoteó el parlamento desde septiembre de 2013 hasta julio de 2014, cuando lograron un trato con Hun Sen.
En 2016, Rainsy dejó Camboya nuevamente tras ser imputado por difamación e incitación por acusar al gobierno de Hun Sen de orquestar el asesinato de alto perfil del activista político Kem Ley. En octubre de 2016, la petición de Rainsy para un indulto real fue bloqueada por Hun Sen, a pesar de la constitución que daba al monarca la última palabra sobre los indultos. En febrero de 2017, Rainsy renunció como presidente del Partido de Rescate Nacional de Camboya, y dejó el partido apenas cuatro meses antes de las elecciones locales y un año antes de las elecciones generales. A partir del 20 de febrero de 2017, se le ha prohibido la actividad política.

## Obras
- We Didn't Start the Fire: My Struggle for Democracy in Cambodia. Chiang Mai: Silkworm Books. 2013.